# IRCAM

Západní fasáda institutu

IRCAM je zkratka pro Institut de recherche et coordination acoustique/musique (v překladu Výzkumný a koordinační ústav pro akustiku a hudbu). Sídlí v Paříži a je součástí Centre Georges Pompidou. Institut patří k významným výzkumným institucím v Evropě v oblasti hudby a zvuku.

## Historie
Institut založil v roce 1974 hudební skladatel Pierre Boulez s podporou tehdejšího francouzského prezidenta Georgese Pompidoua. Dějiny institutu jsou úzce spjaté s Centrem Pompidou, obě stavby, které projektovali architekti Renzo Piano a Richard Rogers, byly realizovány současně v letech 1971-1977. V roce 1978 byl zprovozněn experimentální sál o rozloze 375 m2 s variabilními akustickými vlastnostmi. Budova se nachází naproti Centre Georges-Pompidou vedle Stravinského fontány.

## Činnost
Pierre Boulez založil ústav pro zkoumání elektronické hudby. Z toho vychází náplň činnosti ústavu. Zabývá se teorií o kompozičních možnostech elektro-akustických materiálů, zkoumá hudbu v interdisciplinárních souvislostech (lingvistika, teorie informací, komunikační vědy a hudební analýza), zkoumá nové využití tradičních způsobů (např. hudební nástroje). IRCAM mj. koordinuje výzkum mezi jinými obdobnými institucemi. Výzkum probíhá v týmové práci skladatelů, techniků a vědců, zatímco skládání jednotlivých děl nebo jejich realizace zůstává individuálním tvůrčím procesem. IRCAM se rovněž podílí na vývoji softwaru jako jMAX (volná verze Max/MSP), OpenMusic, SDIF nebo Agnula.
IRCAM rovněž pořádá hudební festival Agora.
S institutem spolupracovali např. Karlheinz Stockhausen nebo Luciano Berio, který byl jeho ředitelem v letech 1974-1980.